# Ilha do Medo (Maranhão)
A Ilha do Medo é uma pequena ilha a noroeste de São Luís do Maranhão, separada desta pelo canal do Boqueirão, localizada na parte central do Golfão Maranhense. É um dos maiores fragmentos de estrutura sedimentar que compreende toda a região do litoral maranhense e faz parte do agrupamento insular vizinho à ilha de São Luís. Geologicamente, está representada pelas formações de Itapecuru, grupo Barreiras e Açuí.
A ilha dista 6,2 km da cidade de São Luís, capital do Maranhão. O isolamento da ilha deu-se por um processo de erosão marinha durante milhares de anos. Os aspectos geomorfológicos da região da ilha são idênticos ao da ilha de Upaon-Açu, assim como da Ilha do Cajual, etc. Os mangues predominam no litoral da região, onde também encontram-se os sisais. O tipo de solo se altera à topografia da região, sendo mais argiloso nas áreas mais baixas (próximas à praia) e mais arenoso nas áreas mais altas. Estimativas não oficiais contam cerca de 36 pessoas habitando a ilha.

## História

### Pré-história
A região do golfão maranhense iniciou seu processo de formação no período do Plioceno, com a elevação da faixa litorânea, seguido do surgimento dos vales profundos que circundam as ilhas, e a maior regressão marítima, além da erosão do grupo Barreiras. Durante o Pleistoceno, a ilha de Upaon-Açu isolou-se do continente assim como a ilha do Medo iniciou seu processo de separação da ilha Upaon-Açu. Tal processo foi o responsável pela formação das inúmeras ilhas continentais que compõem o golfão maranhense.
A ilha do Medo constitui-se como um importante laboratório de pesquisa de icnofósseis, fazendo parte do chamado megatracksite São Luís, com uma área de distribuição de vestígios de aproximadamente 50 km². Além da ilha do Medo, tal região compreende somente na ilha da capital maranhense a praia do Boqueirão, a ponta do Farol e a ponta da Guia; e em Alcântara, a praia da Baronesa. Os vestígios encontrados são pegadas atribuídas a carnossauros, terópodes de pequena estatura, ornitísquios bípedes e quadrúpedes.
Somente na ilha do Medo foram catalogadas 17 pegadas, predominando pegadas tridáctilas sem marcas evidentes de garras, exceto algumas poucas com marcas pontiagudas que apontam para pegadas de terópodes. Algumas pegadas tridáctilas parecem ter sido feitas por ornitópodes por causa das marcas com extremidades arredondas. Por tal, as pegadas produzidas na ilha são, em sua maioria, atribuídas a ornitópodes.

### Processo de ocupação
A ilha era desabitada até meados do século XX quando um homem de aproximadamente 56 anos de idade e sua família, acompanhados por outra família vinda do município de São João Batista, da baixada maranhense, se estabeleceram na região. A chegada dos primeiros moradores proporcionou que outras famílias habitassem o mesmo local. Dados não oficiais contam cerca de 36 pessoas e mais de 12 casas em toda a ilha, sendo que a maioria dos habitantes locais reservam a vida tanto na ilha como na capital maranhense, não abandonando o local para a manutenção das tradições. O modo de vida é rural pois os moradores vivem da agricultura de subsistência, da pesca e da extração de babaçu.
Por volta de 1950, a Marinha do Brasil construiu um farol no ponto mais elevado da ilha. O farol tem um plano focal de 60 m e altura de 31 m, tendo sido construído em treliça metálica com corpo quadrangular e montado sobre uma torre quadrada de alvenaria. Ainda encontra-se em funcionamento disparando três lampejos luminosos brancos a cada 15 s.

### Etimologia
De acordo com o professor e pesquisador Cláudio Eduardo Castro da Universidade Estadual do Maranhão, devido à forte ação dos ventos, principalmente na face nordeste da ilha, as ondas são potencialmente agitadas, e no passado pequenas embarcações de madeira vindas da foz do rio Anil e Bacanga, ao se aproximarem da ilha, eram balançadas fortemente; e tal fenômeno causava medo e pânico à tripulação e aos passageiros, sendo o motivo para o qual o local fora batizado de ilha do Medo.

## Geografia e clima
A ilha do Medo está localizada no hemisfério sul, a dois graus da linha do equador. Encontra-se no território do município de São Luís, porém pertence à União, sendo monitorada e controlada pela Marinha do Brasil. Faz parte do arquipélago do Golfão Maranhense, sendo uma das maiores ilhas junto à Upaon-Açu onde localiza-se a cidade de São Luís, capital do estado do Maranhão. Os acessos ao local são exclusivamente marinhos e realizados frequentemente por embarcações pequenas.
A ilha sofre ação intensa das marés que podem chegar até 6,6 metros de amplitude e ondas que variam entre 0,9 m a 1,1 m de altura. As águas marinhas da região apresentam aspectos fortemente continentais, pois são influenciadas pelo deságue dos rios Mearim, Pindaré, Itapecuru, entre outros na baía de São Marcos, tornando-as barrentas e com alta concentração de silte e argila, em média 250 mg/l.
A geomorfologia da ilha apresenta falésias, praias, dunas, depósitos de tálus, planícies de maré e cavernas. Suas cotas altimétricas estão abaixo de 40 metros. Os diferentes tipos de solo são evidentes, já que nas áreas mais altas o solo é tipicamente menos compacto e mais arenoso que nas áreas mais baixas, onde é mais compactado e argiloso. A estratigrafia do solo é composta pelas formações geológicas do Itapecuru, que data do Cretáceo Inferior, constituindo-se basicamente por rochas sedimentares e destacando-se arenitos finos de coloração avermelhadas, cinzas, argilosas ou róseas; separadas comumente em camadas horizontais.
Outras formações importantes são o grupo Barreiras que data do período Terciário predominando-se sedimentos clásticos, isto é, formados a partir da fragmentação de rochas preexistentes na superfície, de coloração amarela à vermelha. Na ilha, o grupo Barreiras pode ser encontrada a partir do tabuleiro de rochas localizado em frente à praia, indo até as formações falesianas. As praias constituem-se principalmente de fragmentos finíssimos de areia quartzosa e em menor proporção por areia biodetrítica, depositados e acumulados na costa da ilha pela ação das marés. As planícies são encontradas na formação do tipo Açuí compostas por sedimentos quaternários fracamente agregados ou totalmente não consolidados.
As cinco cavernas estão localizadas na face nordeste, todas de frente para o litoral. A formação das cavernas deu-se à ação dos ventos advindos a essa região da ilha que intensificaram a erosão marinha nas falésias presentes naquela região, resultando nas formações existentes.
Há duas estações principais na região: a estação das chuvas e a estação seca. A ilha recebe dois tipos de massas de ar: equatorial atlântico e equatorial continental; sendo a média anual acima de 26 graus, essas massas de ar provocam um fenômeno conhecido como Zona de Convergência Intertropical que causa chuvas durante os períodos de dezembro a junho, e secas entre julho e novembro.

## Flora e fauna
O clima tem forte influência sobre a vegetação que é principalmente característica da Amazônia. Ela muda de acordo com a altitude da ilha: na parte mais baixa, onde as praias são invadidas pelas marés altas, há a predominância de restingas e mangues; nas partes mais elevadas onde não há influência marinha, predomina vegetação do tipo arbórea como palmeiras destacando-se a presença da espécie babaçu que tem grande importância tanto alimentar quanto econômica para os habitantes da ilha. Em geral, a vegetação encontrada na região é bastante semelhante a presente na ilha Upaon-Açu, o que corrobora que as ilhas já foram uma só formação no passado.
A fauna da ilha é composta por pequenos mamíferos: tatus e pacas; aves: bem-te-vis, sabiás, garças e guarás; e espécies características do mangue: moluscos, peixes e crustáceos.
Todas essas espécies de animais e vegetais encontrados na ilha do Medo têm uma grande importância na renda e modo de vida dos nativos locais.

## Turismo
O acesso ao local é exclusivamente marítimo, e geralmente realizado com embarcações de pequeno porte como canoas, igaratés, jangadas e catamarãs.
Devido a falta de infraestrutura local, o turismo na região é desmotivado. No entanto, o ecoturismo é comumente praticado e há uma constante reclamação dos nativos quanto a "invasão de seu território pelos desconhecidos", às autoridades. Segundo a Prof.ª Mª Emilene L. de Sousa:
| “ | Os habitantes da ilha do Medo passaram a narrar a chegada dos "invasores", categoria utilizada por eles cada vez que se referiam aos turistas que apareciam esporadicamente ao local e, com o passar do tempo, com maior frequência. A narrativa era marcada pela estranheza de ver o lugar onde os habitantes eram todos conhecidos e parentes— cuja melhor definição era "nossa casa", como se referiam à Ilha— parecer aberto às pessoas estranhas, que passaram a frequentá-lo sem serem apresentados aos moradores, sem cumprimentá-los, invadindo o seu cotidiano, instalando-se lá por dias, causando barulho, transtorno e deixando lixo por toda parte até o momento que partiam sem se despedir. | ” |

A Secretaria Municipal de Turismo de São Luís (SETUR) ainda tentou implementar um projeto de turismo comunitário na ilha, entre os anos de 2006 a 2011, mas sem sucesso. Desde então, as tentativas de melhoramento da infraestrutura local foram abandonadas devido à resistência dos moradores locais à presença de turistas na ilha.